# Rifapentina
La rifapentina  è un antibiotico battericida del gruppo delle rifamicine, sintetizzato per la prima volta nel 1965. È un farmaco utilizzato per il trattamento della tubercolosi, inibendo l'attività della RNA polimerasi del bacillo senza interferire con quella dei mammiferi.

## Caratteristiche
Il suo effetto ha uno spettro di attività molto ampio nei confronti dei batteri sia Gram-positivi sia Gram-negativi, compresi Pseudomonas aeruginosa e in modo particolare Mycobacterium tuberculosis. A causa del rapido sviluppo di batteri resistenti il suo uso è limitato al trattamento delle infezioni da micobatteri, e poco altro. Risulta 2-10 volte più efficace della rifampicina sul Mycobacterium leprae.
Il farmaco viene assunto oralmente e viene rapidamente assorbito nel tratto gastrointestinale, distribuendosi in tutti i tessuti e fluidi, compreso quello cerebrospinale. Viene metabolizzato dal fegato ed eliminato tramite la bile e, in misura minore, con le urine.

## Meccanismo di azione
La Rifapentina ha mostrato elevata attività batteriostatica e battericida contro batteri intracellulari in crescita all'interno di macrofagi. Il farmaco inibisce la sintesi di RNA dipendente da DNA da parte della RNA polimerasi. L'inibizione della sintesi di RNA porta alla morte della cellula.

## Effetti indesiderati
Fra gli effetti collaterali più frequenti si riscontrano vomito e nausea.